# Rio Beaver (Nova Iorque)
 O Rio Beaver é um pequeno riacho de montanha que flui das montanhas Adirondack para o rio Negro em Naumburg, ao norte de Lowville, no noroeste de Nova York. O Beaver flui através de partes dos condados de Hamilton, Herkimer e Lewis. Sua fonte é o lago Lila em Long Lake.
Devido ao seu alto gradiente ao cair das montanhas, o Beaver é um destino favorito dos caiaques e canoístas de águas brancas. Em setembro de cada ano, centenas de remadores de águas brancas descem no Beaver de todas as partes dos EUA e leste do Canadá.
Também devido ao seu alto gradiente, existem vários projetos hidrelétricos ao longo do curso do Beaver. Esses projetos, criados entre 1905 e 1920, promoveram uma série de pescarias altamente produtivas na cadeia de reservatórios. Popular entre os habitantes locais, o Soft Maple Reservoir é uma excelente pesca de Smallmouth Bass.
A aldeia do rio Beaver, no extremo leste do reservatório de Stillwater, na cidade de Webb, tem uma população de três pessoas durante todo o ano, que aumenta durante o verão, pois muitas pessoas têm acampamentos nessa área selvagem. Nenhuma estrada leva à aldeia; ele é acessível apenas por caminhadas, trem ou barco no verão e por motos de neve, raquetes de neve ou esqui cross country no inverno.